# Willem IV van Forcalquier
Willem IV van Forcalquier, ook Willem II van Forcalquier genoemd, (circa 1150 - 1209) was van 1151 tot aan zijn dood graaf van Forcalquier. Hij behoorde tot het huis Urgell.

## Levensloop
Willem was de tweede zoon van graaf Bertrand I van Forcalquier uit diens huwelijk met Josserande de la Flotte. Na de dood van zijn vader in 1151 werd hij samen met zijn oudere broer Bertrand II graaf van Forcalquier.
Tijdens zijn regering moest hij strijden tegen koning Alfons II van Aragón, eveneens graaf van Provence, die op gebiedsuitbreiding aasde. In 1162 zorgde de koning van Aragón ervoor dat Willem een sanctie kreeg van keizer Frederik I Barbarossa, die hem verweet dat hij de Aragonese koning niet had gehuldigd. Deze sanctie werd in december 1174 opgeheven, toen Willem de keizer huldigde en op die manier een rechtstreekse vazal van hem werd. Hij weigerde zich dus te onderwerpen aan Alfons II maar die liet dat niet gebeuren en stak in 1177 of 1178 de Durance over. Hij viel Pertuis en Montfuron aan en belegerde Forcalquier. Uiteindelijk was er kerkelijke bemiddeling nodig om het conflict te beëindigen. 
In 1181 stelde Alfons II zijn broer Sancho van Roussillon aan als nieuwe graaf van Provence. In 1183 sloten Willem en Sancho een alliantie, waarop Alfons II in 1185 zijn broer afzette als graaf van Provence.
Omdat Willem geen mannelijke nakomelingen had, twijfelde hij een tiental jaren over zijn mogelijke erfgenamen. Eerst sloot hij een akkoord met graaf Raymond V van Toulouse, maar daarna werd hij in juli 1193 gedwongen om een verdrag te ondertekenen met koning Alfons II van Aragón, waarin hij zijn kleindochter Gersindis uithuwelijkte aan Alfons' zoon Alfons II van Provence. Ook sloot hij in 1195 een grensverdrag met graaf Raymond VI van Toulouse.
In 1196 overleed koning Alfons I van Aragón, waarna zijn zoon Alfons II hem opvolgde als graaf van Provence. Willem profiteerde van zijn jeugdigheid om zijn verdragen met het Aragonese koningshuis te verbreken en werd hierbij gesteund door onder andere Raymond VI van Toulouse. De vijandigheden escaleerden en in 1199 verwoestte hij de omgeving van Aix-en-Provence. Hij slaagde er echter niet in om de stad in te nemen. In 1202 sloot hij een alliantie met dauphin Guigo VI van Viennois, aan wie hij zijn kleindochter Beatrix uithuwelijkte. Ook schonk Willem het echtpaar het noordelijke deel van zijn graafschap. Niet veel later veroverde Alfons II van Provence de strategische stad Sisteron. In 1203 kwam het tot een tijdelijke wapenstilstand tussen beide partijen. Uiteindelijk werden Willem IV en zijn broer Bertrand II verslagen door de Aragonezen en moesten ze zich onderwerpen.
Willem IV van Forcalquier stierf in 1209, twee jaar na zijn broer Bertrand II. Na zijn dood werd hij opgevolgd door zijn kleindochter Gersindis, die haar rechten op Forcalquier hetzelfde jaar afstond aan haar zoon Raymond Berengarius V van Provence.

## Huwelijk en nakomelingen
Willem IV was gehuwd met Adelheid van Béziers. Ze kregen een dochter Gersindis (overleden voor 1193), die huwde met Raymond I van Sabran, heer van Caylar en Ansouis. Zij hadden twee dochters:
- Gersindis (1180-1242), gravin van Forcalquier, huwde in 1193 met graaf Alfons II van Provence
- Beatrix (1182-1248), huwde in 1202 met dauphin Guigo VI van Viennois